# Prefetti della provincia di Grosseto
Elenco dei prefetti della provincia di Grosseto dal 1859.

## Regno d'Italia

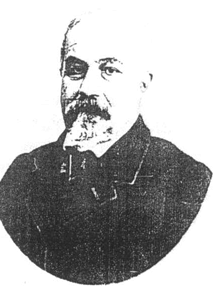
Raffaele Cassitto (1803-1873), prefetto dal 1865 al 1867

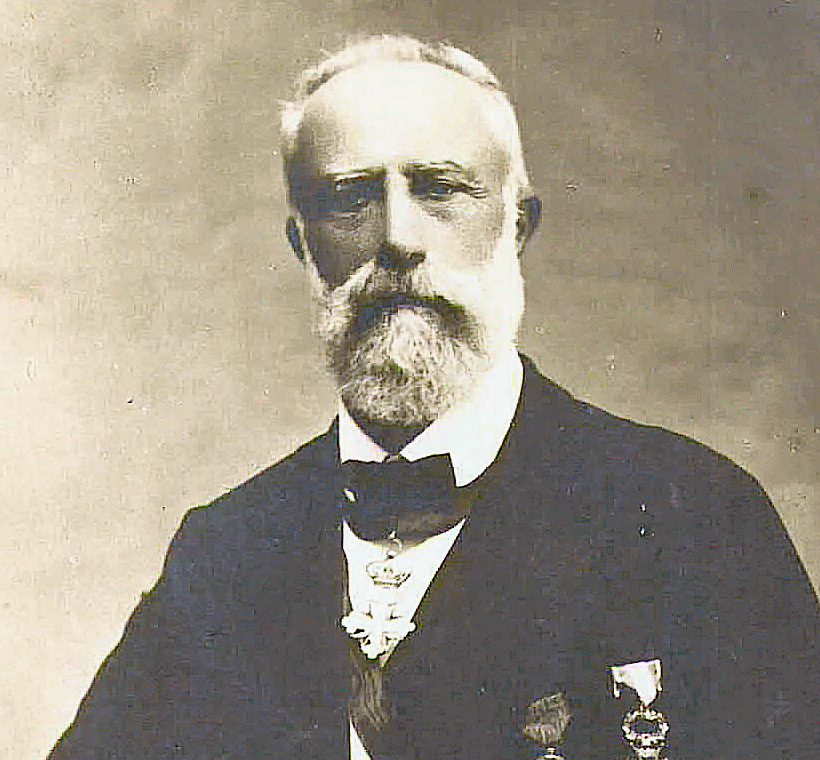
Fabrizio Plutino (1837-1925), prefetto dal 1900 al 1905

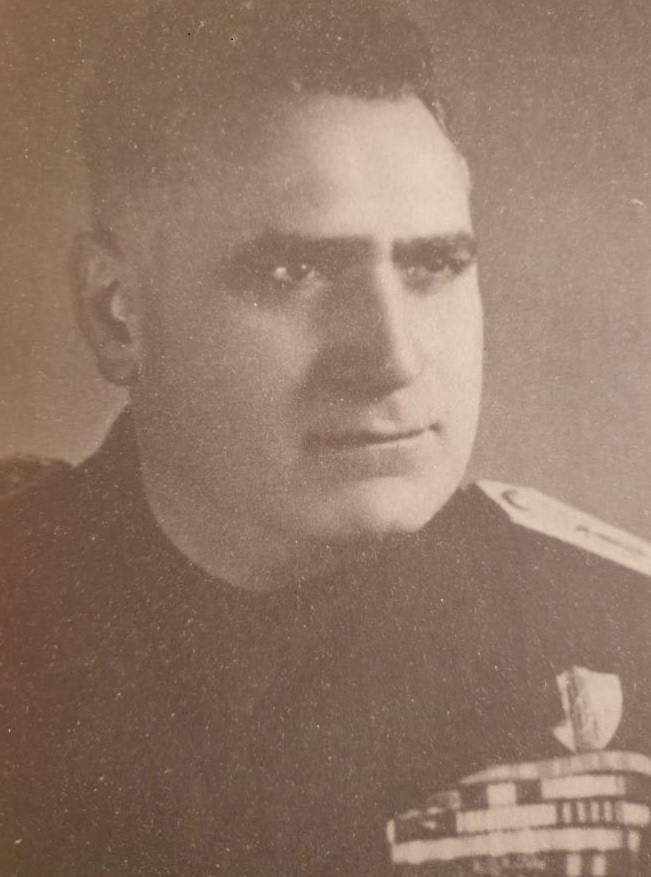
Alceo Ercolani (1899-1968), prefetto RSI e capo della provincia di Grosseto dall'ottobre 1943 alla liberazione

Elenco dei prefetti della provincia di Grosseto dal 1859 al 1946.
- Michele Lazzerini (1859 – 25 aprile 1861)
- Giuseppe Barsotti (17 novembre 1861 – 8 gennaio 1863)
- Giovanni Gallarini (18 gennaio 1863 – 1º giugno 1865)
- Filippo Rey (18 giugno 1865 – 24 agosto 1865)
- Raffaele Cassitto (24 agosto 1865 – 4 aprile 1867)
- Angelo Cordera (4 aprile 1867 – 5 maggio 1867)
- Francesco Homodei (5 maggio 1867 – 8 ottobre 1868)
- Federico Alvigini (8 ottobre 1868 – 30 marzo 1870)
- Giuseppe Cotta Ramusino (2 gennaio 1871 – 28 luglio 1872)
- Emidio Mezzopreti (13 ottobre 1873 – 1º marzo 1874)
- Carlo Alberto Bosi (5 marzo 1874 – 20 ottobre 1875)
- Agostino Soragni (10 novembre 1875 – 31 dicembre 1875)
- Antonio Malusardi (19 aprile 1876 – 8 settembre 1876)
- Bernardino Bianchi (8 settembre 1876 – 4 marzo 1877)
- Vincenzo Giusti (25 marzo 1877 – 30 settembre 1878)
- Stefano De Maria di Casalnuovo (22 maggio 1879 – 1º giugno 1883)
- Gaetano Del Serro (25 novembre 1883 – 1º gennaio 1884)
- Luigi Prezzolini (18 maggio 1884 – 1º luglio 1887)
- Alessandro Magno (1º luglio 1887 – 1º agosto 1891)
- Antonio Pennino (1º agosto 1891 – 16 giugno 1892)
- Girolamo Civilotti (1º luglio 1892 – 1º febbraio 1893)
- Mario Fassini Camossi (1º febbraio 1893 – 16 settembre 1894)
- Camillo Battista (16 settembre 1894 – 30 novembre 1894)
- Francesco Tomasini (1º febbraio 1895 – 1º febbraio 1896)
- Virginio Rambelli (1º febbraio 1896 – 10 maggio 1896)
- Vittorio Camera (10 maggio 1896 – 1º dicembre 1896)
- Enrico Frioli (9 marzo 1899 – 16 febbraio 1900)
- Fabrizio Plutino (11 novembre 1900 – 16 agosto 1905)
- Emilio Bedendo (16 febbraio 1906 – 1º marzo 1906)
- Gaetano Gargiulo (1º maggio 1906 – 1º ottobre 1906)
- Federico Spairani (1º ottobre 1906 – 1º ottobre 1907)
- Carlo Re (1º gennaio 1908 – 1º dicembre 1908)
- Ettore Bertagnoni (1º dicembre 1908 – 1º ottobre 1909)
- Almerindo Rinaldi (1º ottobre 1909 – 16 maggio 1913)
- Federico Spairani (16 maggio 1913 – 16 agosto 1914)
- Giuseppe Palumbo Cardella (16 agosto 1914 – 1º settembre 1918)
- Nicola Bellini (1º settembre 1918 – 14 gennaio 1920)
- Dario Gutierrez (1º febbraio 1920 – 16 novembre 1920)
- Antonio Boragno (16 novembre 1920 – 26 luglio 1921)
- Raffaele Rocco (26 luglio 1921 – 17 giugno 1922)
- Osvaldo Nobile (18 giugno 1922 – 1º luglio 1922)
- Ernesto Giobbe (1º luglio 1922 – 10 luglio 1922)
- Giovanni Battista Rossi (10 luglio 1922 – 20 dicembre 1923)
- Giovanni Maggiotto (2 dicembre 1925 – 16 ottobre 1926)
- Giacomo Salvetti (16 ottobre 1926 – 16 settembre 1927)
- Domenico Soprano (16 settembre 1927 – 16 luglio 1929)
- Federico Miglio (16 luglio 1929 – 1º novembre 1929)
- Giovanni Tafuri (1º novembre 1929 – 16 aprile 1932)
- Giuseppe Celi (16 aprile 1932 – 14 settembre 1934)
- Francesco Palici di Suni (14 settembre 1934 – 1º agosto 1936)
- Nicola Enrico Trotta (1º agosto 1936 – 21 agosto 1939)
- Guido Palmardita (21 agosto 1939 – 25 ottobre 1943)
- Alceo Ercolani (25 ottobre 1943 – 14 giugno 1944) – Capo della Provincia RSI
- Aster Festa (14 giugno 1944 – 1º luglio 1944) – Commissario provinciale
- Adolfo De Dominicis (1º luglio 1944 – 25 novembre 1944)
- Amato Mati (5 dicembre 1944 – 16 marzo 1946)

## Repubblica Italiana

Anna Maria D'Ascenzo, nominata nel luglio 1993, è la prima donna prefetta nella storia d'Italia

Elenco dei prefetti della provincia di Grosseto dal 1946.
- Luigi Gardini (16 marzo 1946 – 9 agosto 1948)
- Gaetano Orrù (10 agosto 1948 – 10 ottobre 1951)
- Giulio Russo (10 ottobre 1951 – 25 ottobre 1954)
- Mario Vegni (25 ottobre 1954 – 8 ottobre 1958)
- Silvio Marchegiano (8 ottobre 1958 – 15 settembre 1962)
- Carlo Capasso (15 settembre 1962 – 4 maggio 1964)
- Alceo Chiesi (4 maggio 1964 – 25 agosto 1966)
- Felice Marchioni (25 agosto 1966 – 10 settembre 1971)
- Salvatore Ricceri (10 settembre 1971 – 15 luglio 1974)
- Alvaro Gomez y Paloma (15 luglio 1974 – 3 agosto 1981)
- Pasquale Colombo (3 agosto 1981 – 1º giugno 1983)
- Luigi Caselli (1º giugno 1983 – 15 novembre 1987)
- Pietro Massocco (15 novembre 1987 – 1º dicembre 1989)
- Felice Vecchione (1º dicembre 1989 – 31 maggio 1993)
- Anna Maria D'Ascenzo (1º settembre 1993 – 1º marzo 1998)
- Giuseppe Amoroso (16 marzo 1998 – 3 dicembre 2001)
- Giuseppina Di Rosa (3 dicembre 2001 – 28 luglio 2003)
- Stefano Narduzzi (28 luglio 2003 – 27 agosto 2007)
- Francesca Cannizzo (27 agosto 2007 – 1º settembre 2009)
- Giuseppe Linardi (1º settembre 2009 – 16 aprile 2012)
- Marco Valentini (16 aprile 2012 – 8 agosto 2013)
- Anna Maria Manzone (8 agosto 2013 – 5 settembre 2016)
- Cinzia Teresa Torraco (5 settembre 2016 – 7 gennaio 2020)
- Fabio Marsilio (7 gennaio 2020 – 9 agosto 2021)
- Paola Berardino (dal 9 agosto 2021)